# Oxygene 7-13
Oxygene 7-13 – album kompozytora muzyki elektronicznej Jeana-Michela Jarre’a, wydany w 1997 roku. Jest to kontynuacja albumu Oxygène (1977). Na grudzień 2016 roku zapowiedziano wznowienie albumu pod zmienionym tytułem Oxygene 2.
Album w Polsce uzyskał status złotej płyty.

## Lista utworów
1. „Oxygene (Part VII)” - 11:41
  - Part 1 - 4:20
  - Part 2 - 3:43
  - Part 3 - 3:38
2. „Oxygene (Part VIII)” - 3:54
3. „Oxygene (Part IX)” - 6:13
  - Part 1 - 1:53
  - Part 2 - 1:56
  - Part 3 - 2:24
4. „Oxygene (Part X)” - 4:16
5. „Oxygene (Part XI)” - 4:58
6. „Oxygene (Part XII)” - 5:41
7. „Oxygene (Part XIII)” - 4:28